# Agrifirm
Agrifirm is een Nederlandse coöperatieve onderneming die actief is in de veehouderij en landbouwsector. Ze is in 2010 ontstaan uit een fusie van Agrifirm en Cehave Landbouwbelang, die op hun beurt weer zijn voortgekomen uit fusies van verscheidene regionale boerencoöperaties. De oorsprong van deze organisaties ligt in het begin van de twintigste eeuw. Het hoofdkantoor staat in Apeldoorn.
In 2012 werd gelijktijdig met de opening van het nieuwe hoofdkantoor in Apeldoorn het predicaat Koninklijk verleend aan Agrifirm. De naam is daarop gewijzigd in Coöperatie Koninklijke Agrifirm U.A.

## Organisatie
De Coöperatie Agrifirm bestaat uit een bestuur, jongerenraad en sectorraden in de rundveehouderij, de varkenshouderij, de pluimveehouderijtakken, de akker- en tuinbouw en de biologische sector. De coöperatie kent 10.000 leden, georganiseerd over negen districten in Nederland. De coöperatie Agrifirm is 100% eigenaar van Agrifirm B.V., een holding van zelfstandige dochterbedrijven. Deze bedrijven tellen wereldwijd ongeveer 3000 medewerkers.

## Activiteiten
Agrifirm levert de volgende producten en diensten:
- Akker- en tuinbouw: zaaizaden, meststoffen, gewasbeschermingsmiddelen en bedrijfsartikelen. Daarnaast is de coöperatie collecteur en afzetorganisatie van granen.
- Veehouderij: diervoeders voor de rundvee, geiten, pluimvee en varkenssectoren.
- Biologische landbouw en veehouderij.
- Diensten: binnen de economische en maatschappelijke ontwikkelingen de continuïteit van het boeren- en tuindersbedrijf waarborgen.

Van de totale omzet wordt ongeveer twee derde binnen Nederland gerealiseerd, gevolgd door Polen met een omzetaandeel van minder dan 10%.

### Vestigingen

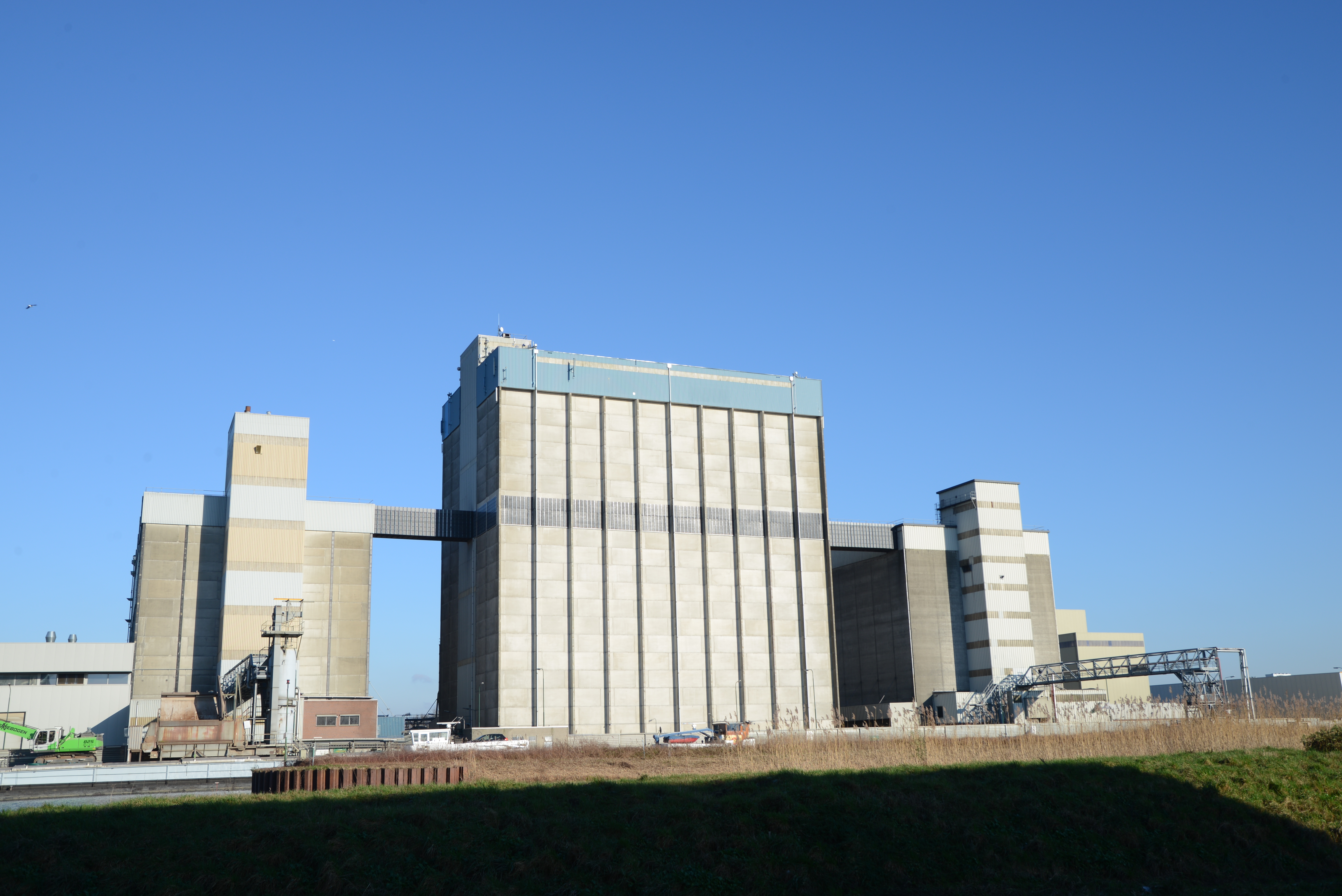
Agrifirm-fabriek te Veghel

Het hoofdkantoor is gevestigd in Apeldoorn. Een fabriek in Meppel levert pluimveevoer en varkensvoer. In Veghel wordt varkensvoer geproduceerd en in Oss en Drachten wordt rundveevoer gemaakt. Een fabriek in Wanssum produceert zowel varkens- als pluimveevoeder, met name voor leghennen. De onderneming heeft ook kantoren buiten Nederland waaronder in België, Duitsland, Frankrijk, Spanje, Roemenië, Hongarije, Polen, Servië, Oekraïne, Uruguay, Brazilië en China.

### Welkoopwinkels
Door deelneming in Welkoop Winkel BV en Welkoop Retail (voorheen Agri Retail) heeft Agrifirm Welkoopwinkels in eigendom. Welkoop verkoopt een aanbod op het gebied van tuin en dier en heeft ruim 160 winkels in Nederland. Het servicekantoor en het distributiecentrum van Welkoop Retail zijn gevestigd in Apeldoorn, waar 200 medewerkers werkzaam zijn. Welkoopbreed werkten er in 2021 gemiddeld zo'n 2000 werknemers. In 2021 bedroeg de omzet ruim 400 miljoen.

### Resultaten
In de onderstaande tabel een overzicht van de resultaten van Agrifirm. De onderneming bestaat pas sinds 2010, maar voor het overzicht zijn de resultaten van de twee afzonderlijke bedrijven samengevoegd voor het beeld over de jaren 2007 tot en met 2009. Naast mengvoeders levert Agrifirm ook in grote hoeveelheden vochtrijke voeders, kunstmest, gewasbeschermingsmiddelen en granen, aardappelen, uien en peen.
De scherpe daling van het resultaat in 2010 in vergelijking tot 2009 was mede het gevolg van de fusie. In 2010 werden extra lasten genomen ter waarde van € 23 miljoen die rechtstreeks verband hielden met de fusie waaronder kosten voor de harmonisatie van de arbeidsvoorwaarden en ontslagvergoedingen. De winstverdubbeling in 2012 was vooral het gevolg van een winst op de verkoop van deelnemingen, waaronder Cefetra, dat € 8 miljoen opleverde en de verkoop van onroerend goed. De boekwinst op het afstoten van onroerend goed bedroeg bijna € 11 miljoen in 2012, terwijl dit het jaar ervoor nog slechts € 1,2 miljoen was. In 2014 drukten eenmalige herstructureringskosten van € 11,7 miljoen op de nettowinst en in 2015 maakte het bedrijf een grote winst op de verkoop van een aandelenbelang in Plukon.
Agrifirm keert geen dividend uit, maar geeft aan de leden kortingen en andere voordelen. In 2020 werd zo'n 20 miljoen euro aan de leden uitgekeerd.
| Jaar | Omzet          | Nettoresultaat | Afzet mengvoerders | Totaal diervoeding | Aantal werknemers |
| ---- | -------------- | -------------- | ------------------ | ------------------ | ----------------- |
| 2007 | € 1682 miljoen | € 33,7 miljoen | 3.957.000 ton      | n.b.               | 2618              |
| 2008 | € 2106 miljoen | € 32,4 miljoen | 4.337.000 ton      | 6.247.000 ton      | 2854              |
| 2009 | € 1906 miljoen | € 59,6 miljoen | 4.470.000 ton      | 6.468.000 ton      | 3044              |
| 2010 | € 1983 miljoen | € 24,7 miljoen | 4.326.000 ton      | 6.555.000 ton      | 3126              |
| 2011 | € 2272 miljoen | € 10,0 miljoen | 4.135.000 ton      | 6.834.000 ton      | 3054              |
| 2012 | € 2436 miljoen | € 21,1 miljoen | 4.155.000 ton      | 6.923.000 ton      | 3106              |
| 2013 | € 2532 miljoen | € 20,4 miljoen | 4.109.000 ton      | 7.095.000 ton      | 2956              |
| 2014 | € 2359 miljoen | € 3,1 miljoen  | 4.248.000 ton      | 7.080.000 ton      | 2999              |
| 2015 | € 2385 miljoen | € 76,2 miljoen | 4.256.000 ton      | 7.056.000 ton      | 3179              |
| 2016 | € 2170 miljoen | € 30,6 miljoen | 4.021.000 ton      | 6.706.000 ton      | 3089              |
| 2017 | € 2118 miljoen | € 38,4 miljoen | 3.829.000 ton      | 6.257.000 ton      | 2954              |
| 2018 | € 2087 miljoen | € 44,0 miljoen | 3.611.000 ton      | 6.066.000 ton      | 2957              |
| 2019 | € 2058 miljoen | € 17,2 miljoen | 3.626.000 ton      | 5.732.000 ton      | 3028              |
| 2020 | € 2232 miljoen | € 39,8 miljoen | 3.860.000 ton      | 5.691.000 ton      | 3090              |
| 2021 | € 2357 miljoen | € 33,9 miljoen | 3.628.000 ton      | 5.240.000 ton      | 3111              |

## Geschiedenis

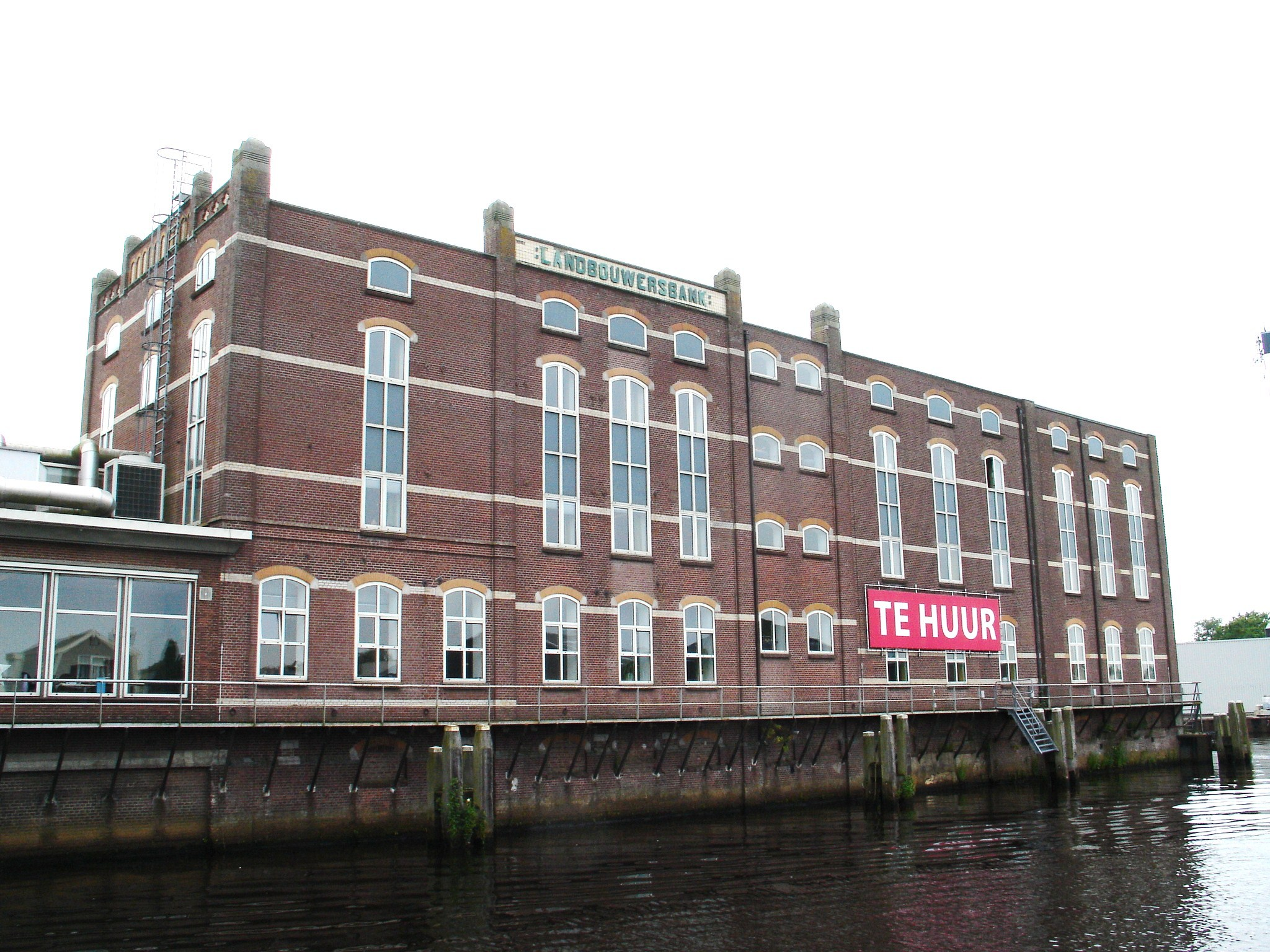
Gebouw van de Coöperatieve Landbouwersbank aan het Meppelerdiep

Agrifirm komt voort uit de Coöperatieve Landbouwersbank en Handelsvereeniging die in 1909 in Meppel werd opgericht met als doel de gemeenschappelijke inkoop van landbouwbenodigdheden en de bevordering van de afzet van landbouwproducten. Het bedrijfspand werd gebouwd in Meppel aan het Meppelerdiep. Later werd de handelsvereniging uitgebreid met een veevoederfabriek, graansilo's en kunstmestloodsen. Daarnaast exploiteerde men een bankbedrijf en een station voor kunstmatige inseminatie.
Het oorspronkelijke werkgebied dat Drenthe en een deel van Overijssel besloeg werd in de jaren 1960 1970 uitgebreid als gevolg van fusies. De naam werd Coöperatieve Landbouwbank Meppel (CLM). In de jaren 1980 werd dit bankbedrijf verzelfstandigd als Rabobank Meppel en omstreken. 
In 1990 fuseerde Coöperatieve Landbouwbank Meppel met ACECO Groningen, COBO Hoogezand en Coöperatieve Aankoopvereniging Friesland (CAF) tot Aan- en verkoop Coöperatie Meppel (ACM). 
ACM fuseerde in 2002 met de Coöperatieve Aan- en Verkooporganisatie voor de Land- en Tuinbouw Cavo Latuco. Dat was het begin van activiteiten onder de naam Agrifirm. Het werkgebied bestreek nu twee derde deel van Nederland. Door in 2010 te fuseren met Cehave Landbouwbelang, die haar werkgebied in Zuid-Nederland had, is Agrifirm uitgegroeid tot een van de grootste land- en tuinbouworganisaties van Nederland.

### Cehave Landbouwbelang

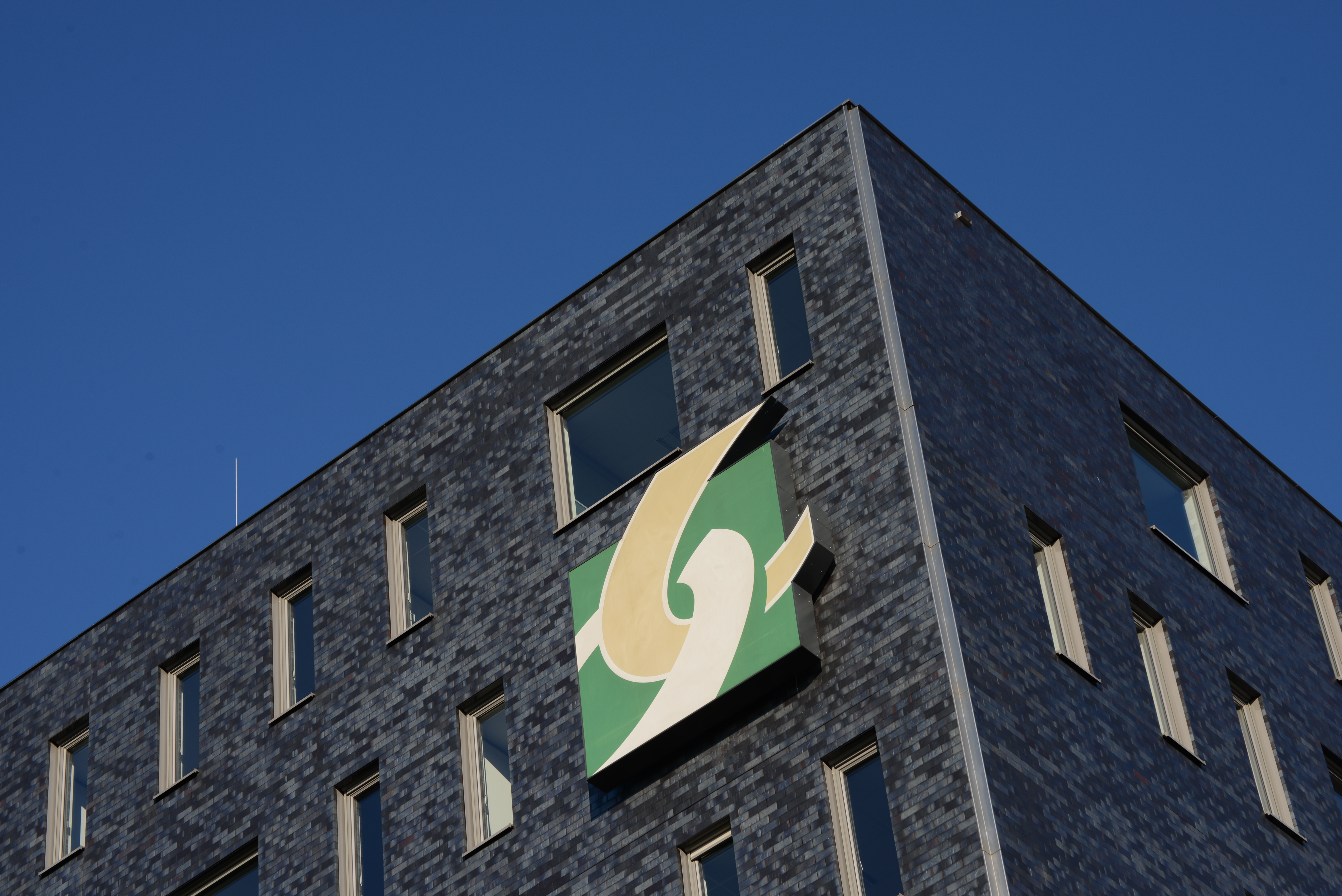
Agrifirm-logo op kantoortoren van 'Agrifirm Exlan' in Veghel

De agrarische coöperatieve organisatie Cehave Landbouwbelang (CHV LBB) is in 2000 ontstaan uit de fusie Cehave met het bedrijf Landbouwbelang. Deze ondernemingen waren actief in het zuiden van Nederland: Cehave in Noord-Brabant en Landbouwbelang in Limburg. Het hoofdkantoor van CHV LBB was gevestigd in Veghel.
In 2007 had de coöperatie ongeveer 5300 Nederlandse leden. De organisatie bestond uit een aantal bedrijven, die voornamelijk actief waren op het gebied van de productie en handel in diervoeders. Met 1500 medewerkers had Cehave Landbouwbelang vestigingen en fabrieken in Nederland, België, Duitsland, Polen, Hongarije en China. In 2010 is CHV LBB samengevoegd met Agrifirm. De naam CHV LBB verdween na de fusie maar het logo, de schakel, bestaat nog steeds.